# Józef Walenty Furmanek
Józef Walenty Furmanek (ur. 1 lutego 1894 w Pszczewie, zm. 10 marca 1969 w Międzyrzeczu) – działacz społeczny, powstaniec wielkopolski i śląski, kapitan Wojska Polskiego.

## Życiorys
Był synem Wiktora Furmanka, nauczyciela. Wykształcenie zdobywał w Pszczewie, Międzyrzeczu i Głogowie, gdzie w 1914 roku otrzymał świadectwo maturalne. Wcielony w tym samym roku do armii pruskiej w której walczył w Prusach Wschodnich, Karpatach i Galicji. Otrzymał stopień leutnanta po ukończeniu w 1915 roku w Biedrusku szkoły oficerskiej, a później walczył na frontach zachodnim i wschodnim. Pamiętając o swoim pochodzeniu zdezerterował z armii we wrześniu 1918 roku i w Wielkopolsce dołączył do ruchu niepodległościowego. 2 października 1918 roku przez sąd wojenny Rzeszy niemieckiej w Lipsku został skazany zaocznie na karę śmierci za dezercję i zdradę stanu. Uczestniczył od 11 listopada 1918 roku w przygotowaniach do powstania w Kościanie, a po jego wybuchu walczył pod Lesznem, Starym Bojanowem, Górką Duchowną, Żakowem, Murkowem, Lipnem i Osieczną. Podporucznik Furmanek w 1919 roku dowodził 2 kompanią I batalionu OW I w Kopanicy. Kiedy jego ojczyste strony zostały przyłączone do Niemiec próbował przywrócić je Polsce orężem. W rejonie Zbąszynia dowodzony przez niego oddział powstańczy zaatakował znienacka Grenzschutz, lecz po godzinnej walce został zmuszony do wycofania się na wschodnią stronę linii demarkacyjnej. W roku 1920 uczestniczył w II powstaniu śląskim walcząc pod Kluczborkiem. Był kilkakrotnie ciężko ranny podczas walk na frontach I wojny światowej i w czasie powstań.
Otrzymał nominację w październiku 1921 i został komisarzem Straży Celnej i kierownikiem Komisariatu Straży Celnej „Rawicz”. Podczas weryfikacji za służbę w Wojsku Polskim i zasługi bojowe został awansowany na stopień kapitana ze starszeństwem z dniem 1 czerwca 1919 roku i 1308. lokatą w korpusie oficerów rezerwowych piechoty. Z uwagi na antyrządowe przekonania polityczne w następnym roku został przymusowo przeniesiony na emeryturę. W latach 1923–1924 był oficerem rezerwowym 73 pułku piechoty w Katowicach.
Współzałożyciel Towarzystwa Powstańców i Wojaków w Rawiczu i jego pierwszy prezes, przy seminarium nauczycielskim był prezesem koła rodzicielskiego, a później prezes przy gimnazjum państwowym. Działacz rawickiego oddziału Polskiego Związku Zachodniego.
Podczas kampanii wrześniowej 1939 roku był dowódcą batalionu, który osłaniał sztab DOK VII Poznań walcząc na odcinku Poznań – Września – Kłodawa – Kutno. Będąc w niewoli niemieckiej uciekł z niej w połowie września 1939 roku i do 1945 roku ukrywał się na Kielecczyźnie, gdzie walczył w oddziałach partyzanckich Armii Krajowej i Batalionów Chłopskich.
Do Rawicza powrócił w styczniu 1945 roku, a następnie wraz z rodziną przyjechał 8 maja do Międzyrzecza. Kierownik Referatu Wojskowego Starostwa Powiatowego w dniach 1 lipca 1945 – 1 czerwca 1946 rok, oraz czasowo pełnił obowiązki cywilnego komisarza wysiedleńczego. Zasłużony działacz ZBoWiD, długoletni sekretarz zarządu powiatowego Towarzystwa Rozwoju Ziem Zachodnich i członek Plenum Wojewódzkiego Komitetu Frontu Jedności Narodu. Działał w oddziale powiatowym Stowarzyszenia „Pax”. Zasłużył się w konkursie „Ziemia Lubuska piękna, gospodarna i kulturalna” oraz był inicjatorem i realizatorem różnych przedsięwzięć społecznych i kulturalno-oświatowych dla międzyrzeckiego Klubu Inteligencji. Zmarł 10 marca 1969 roku.

## Wspomnienia Józefa Walentego Furmanka
- Z zapomnianych kart historii Pszczewa, cz. I i II („Katolik” 1958 nr 40 i 41)[5],
- Powrót, w: Mój dom nad Odrą, LTK, Zielona Góra 1961, s. 28–30 (także w: E. Paukszta, Odzyskane gniazda, Poznań, 1963, s. 282–283),
- Moje wspomnienia z powstania wielkopolskiego na odcinku Kościan – Leszno i spod Zbąszynia (rkps, 1958),
- Z zapomnianych kart historii Szarcza i Pszczewa (rkps z 1959. Praca ta zawiera m.in. ciekawe wiadomości o kontaktach Polaków z Pszczewa, Szarcza i Stołunia z jeńcami wojennymi radzieckimi, francuskimi i angielskimi),
- Początki władzy ludowej w powiecie międzyrzeckim (rkps, 1966)

## Ordery i odznaczenia[6]
- Krzyż Srebrny Orderu Virtuti Militari,
- Krzyż Kawalerski Orderu Odrodzenia Polski,
- Krzyż Walecznych,
- Krzyż Partyzancki,
- Wielkopolski Krzyż Powstańczy,
- Śląski Krzyż Powstańczy,
- Medal 3 Maja,
- Medal Zwycięstwa i Wolności,
- Odznaka 1000-lecia Państwa Polskiego,
- Odznaka Pamiątkowa Wojsk Wielkopolskich,
- Odznaka Honorowa „Za zasługi w rozwoju województwa zielonogórskiego”,
- Złota Odznaka Lubuskiego Towarzystwa Kultury.

12 czerwca 1935 Komitet Krzyża i Medalu Niepodległości odrzucił wniosek o nadanie mu tego odznaczenia „z powodu braku pracy niepodległościowej”.